# Światowa Rada Metodystyczna
Światowa Rada Metodystyczna – międzynarodowa organizacja stanowiąca porozumienie kościołów metodystycznych z całego świata, posiadająca łącznie 40,5 miliona wiernych i sympatyków w 138 krajach. Powołana w 1881 w Londynie jako Ekumeniczna Konferencja Metodystyczna, obecną nazwę przyjęła w 1951. Siedziba organizacji znajduje się w Lake Junaluska w stanie Karolina Północna. Posiedzenia organizacji odbywały się początkowo co dziesięć lat, od 1951 roku co pięć. W 2011 odbyło się posiedzenie w Durbanie.
Rada włączyła się w działalność Globalnego Forum Chrześcijańskiego.